# 中院通顕
中院 通顕（なかのいん みちあき）は、鎌倉時代後期の公卿・歌人。内大臣・中院通重の子。官位は正二位・内大臣。

## 経歴
正応5年（1292年）生後僅か1年で従五位下に叙爵し、正応6年（1293年）従五位上、永仁2年（1294年）正五位下、永仁4年（1296年）従四位下、永仁5年（1297年）従四位上と陞叙され、この間に通平から通具（または通真）を経て通顕と改名している。
永仁6年（1298年）春宮権亮に任ぜられ、胤仁親王（のちの後伏見天皇）に仕える。親王が即位すると昇殿を聴され、正四位下に陞叙。永仁7年（1299年）には左近衛中将に任ぜられた。正安3年（1301年）後二条天皇の即位後も再び昇殿となり、徳治2年（1307年）に蔵人頭を務めるなど天皇に仕える一方、春宮昇殿を聴され富仁親王（のちの花園天皇）とも関係を深める。また、この間に備中権介、丹波介を経て従三位・参議となり公卿に列した。
左衛門督、検非違使別当を経て権中納言となる。延慶4年（1311年）には従二位に叙され、正和5年（1316年）に中納言に任ぜられる。また、淳和・奨学院別当に補されている。文保2年（1319年）に権大納言に任ぜられるが翌年辞任した。
元徳3年（1331年）還任し大納言に進み、春宮大夫を兼任。奨学院別当に復し、元弘2年（1331年）に内大臣に任ぜられるが翌年楊梅俊兼と共に出家して引退した。
出家後は北朝側に付き、康永2年/興国4年12月（1344年1月）薨去。享年53。『続千載和歌集』以下の勅撰和歌集に和歌が入集している。

## 官歴
※以下、『公卿補任』の記載に従う。
- 正応5年（1292年）2月27日：従五位下
- 正応6年（1293年）正月5日：従五位上（臨時）
- 永仁2年（1294年）正月6日：正五位下（中宮當年御給）、名を通平から通具（または通真）に改む
- 永仁4年（1296年）正月5日：従四位下、名を通顕に改む
- 永仁5年（1297年）11月14日：従四位上（中宮朔旦御給）
- 永仁6年（1298年）5月22日：春宮権亮、7月22日：昇殿、8月10日：止権亮、10月10日：正四位下（御即位永福門院御給）
- 永仁7年（1299年）4月12日：左近衛中将
- 正安3年（1301年）正月22日：昇殿、2月14日[1]：備中権介、8月24日：春宮昇殿
- 嘉元4年（1306年）3月30日：丹波介
- 徳治2年（1307年）4月3日：蔵人頭、9月17日：従三位（左中将如元）、11月1日：参議
- 徳治3年/延慶元年（1308年）8月17日：左衛門督、使別当、12月10日（1309年1月21日）：権中納言（左衛門督別当如元）
- 延慶2年（1309年）2月23日：：辞別当、9月1日：止督、9月7日：帯剣、11月23日：正三位
- 延慶4年（1311年）正月5日：従二位
- 応長2年（1312年）3月3日：正二位
- 正和5年（1316年）9月12日：中納言、10月7日：淳和・奨学院別当
- 文保2年（1318年）8月24日：権大納言
- 元応元年（1319年）10月27日：辞任
- 元応2年（1320年）9月：止別当
- 元亨2年（1322年）正月12日：喪（母）
- 元徳3年/元弘元年（1331年）2月21日：還任、10月28日：大納言、11月8日：春宮大夫
- 元弘2年（1332年）7月7日：奨学院別当、10月14日：内大臣
- 元弘3年/正慶2年（1333年）5月8日：出家

## 系譜
- 父：中院通重
- 母：源通能の娘（?-1322）
- 妻：白拍子明一
  - 男子：中院通冬（1315-1363）
- 生母不明の子女
  - 男子：中院通数（?-?）
  - 女子：